# Universidade do Estado de Minas Gerais - Unidade Diamantina
A UEMG Unidade Diamantina é uma das unidades que compõem a Universidade Estadual de Minas Gerais (UEMG). Abriga o ensino, a pesquisa e a extensão na área do Direito.

## História
A Fundação Educacional Vale do Jequitinhonha (Fevale) era, até 2013 uma entidade autônoma, com personalidade jurídica própria, sem fins lucrativos, autorizada pela Lei Estadual n. º 4059 (31 de dezembro de 1965).  Em dezembro do ano de 2013, o governador do Estado de Minas Gerais, assina os decretos de Incorporação da FEVALE, que desde então passa a integrar, oficialmente a Universidade do Estado de Minas Gerais - UEMG.
A fundação chegou a oferecer cursos superiores em Letras, História, Matemática e Pedagogia. Os cursos são oferecidos nas cidades de Diamantina, Araçuaí, Capelinha, Minas Novas, Padre Paraíso, Conceição do Mato Dentro e Rio Vermelho.
Além disso, face ao cenário de grande desigualdade social na região, a Fevale iniciou um processo de reformulação de sua missão e diretrizes.

### Agregada a UEMG

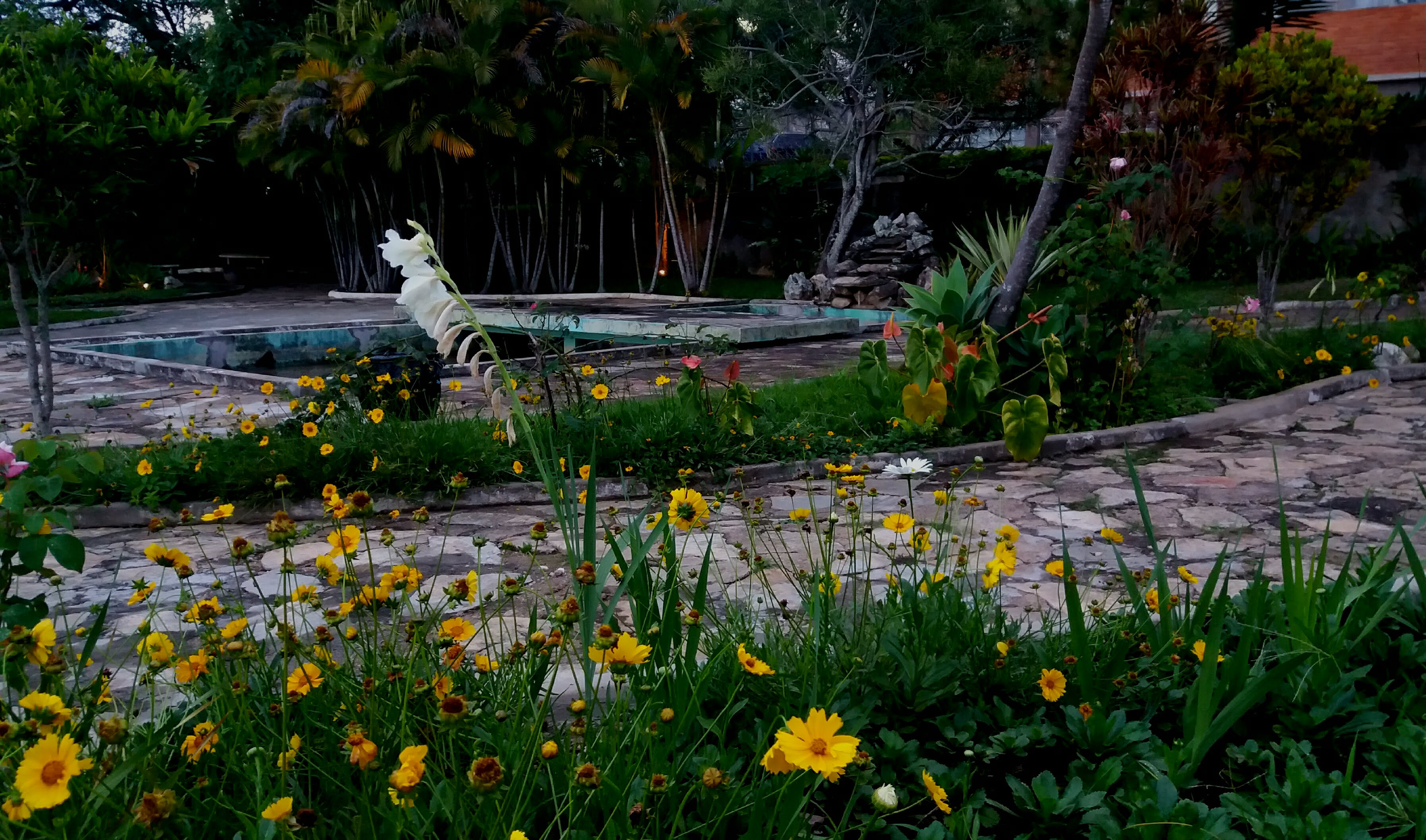
Jardim da UEMG Unidade Diamantina

A criação da Universidade do Estado de Minas Gerais (UEMG) deu-se através da constituição Mineira de 1989 a partir das Fundações existentes no Estado. A FEVALE tornou-se instituição agregada à UEMG neste ano, fazendo parte do Sistema UEMG de Universidade. No período de 1989 a 2003 houve sucessivas discussões com o governo visando o processo de absorção pelo Estado dessas Fundações, o que não ocorreu. Por iniciativa das fundações agregadas e de diversos deputados de diferentes partidos políticos, foi aprovada a emenda constitucional nº 72 de 24 de novembro de 2005, que tornariam as fundações anteriormente agregadas em associadas à UEMG, como é o caso da FEVALE. Em 2013 a incorporação finalmente aconteceu.
Hoje, observa-se que a Unidade Diamantina é somente constituída pela Faculdade de Ciências Jurídicas de Diamantina – FCJ.
Em 2017, alunos ocuparam as instalações da faculdade pedindo a realização de concurso público para recomposição do quadro docente, o que não havia acontecido desde a estadualização.